# Ognjem i mačem
Ognjem i mačem je povijesni roman kojeg je napisao Henryk Sienkiewicz 1884. Prvi je dio Trilogije, u koju spadaju i romani Potop i Gospodin Volodijovski. Roman je napisan u vrijeme dok je Poljska bila rascijepljena između Njemačke i Rusije pa je autor Henryk Sienkiewicz sjećanjem na slavne trenutke iz povijesti želio probuditi nacionalnu svijest.

## Sadržaj romana
U romanu »Ognjem i mačem« opisani su događaji vezani pred velike pobune ukrajinskih kozaka (Zaporožaca) i stvaranja Zaporoške Republike koja se odcijepila od relativno uspješne multikulturalne države Poljsko-Litavske Unije predvođene Poljacima. 
Prateći zgode fiktivnih likova, poljskih vojnika koji se bore protiv Kozaka i Tatara, Sienkiewitcz opisuje povijesne događaje i likove. Knjiga sadrži i detaljnje opise tadašnje Poljske i Ukrajine, ljudi, mjesta i običaja. Roman završava sretno, opisom velike trodnevne bitke kod Berestečka u kojoj Poljaci pobjeđuju pobunjene Ukrajince i njihove saveznike Tatare koji su ih naposljetku izdali. Bitka kod Berestečkog iz 17. stoljeća bila je vjerojatno jedna od najvećih bitki u Europi. Roman je u novije doba i ekraniziran.

## Filmovi i serije snimljene prema romanu
- Ognjem i mačem (1962), talijansko-francusko-jugoslavenski film redatelja Fernanda Cerchija
- Ognjem i mačem (1999), poljski film redatelja Jerzyja Hoffmana
- Ognjem i mačem (televizijska serija) iz 2000., redatelja Jerzyja Hoffmana

## Vanjske poveznice
- Bitka kod Berestečkog, eng.